# Zamarada kompsotes
Zamarada kompsotes är en fjärilsart som beskrevs av Fletcher 1974. Zamarada kompsotes ingår i släktet Zamarada och familjen mätare. Inga underarter finns listade i Catalogue of Life.